# Disamara arenaria
Disamara arenaria är en skalbaggsart som beskrevs av Leconte 1848. Disamara arenaria ingår i släktet Disamara och familjen jordlöpare. Inga underarter finns listade i Catalogue of Life.